# Kein Mittel gegen Liebe
Kein Mittel gegen Liebe (Originaltitel: A Little Bit of Heaven) ist ein US-amerikanisches Filmdrama von Regisseurin Nicole Kassell aus dem Jahr 2011 mit Kate Hudson und Gael García Bernal in den Hauptrollen.

## Handlung
Die hübsche und lebensfrohe Marley wohnt und arbeitet in New Orleans. Sie genießt ihr Leben, langfristigen Beziehungen zu Männern ist sie bisher aus dem Weg gegangen. Sie arbeitet in einer Werbeagentur und wurde vor kurzem befördert.
Da sich Marley in letzter Zeit zunehmend unwohl fühlt, lässt sie sich, auch auf Anraten ihrer Freunde, bei einem Arzt untersuchen. Dort beginnt sie, mit ihrem Arzt Julian zu flirten. Während einer Narkose erscheint ihr Whoopi Goldberg als Gott im Traum. Nach mehreren Untersuchungen erhält sie schließlich die Diagnose, dass sie an Darmkrebs im Endstadium erkrankt ist. Bei einem gemeinsamen Essen mit ihren Freunden teilt sie ihnen ihre Diagnose mit. Im Folgenden scheint Marley ihre Erkrankung jedoch nicht wirklich ernst zu nehmen. Sie beginnt dennoch mit der Chemotherapie.
Eines Abends trifft sie ihren Arzt Julian zufällig in einer Jazzbar und kann ihn überreden, mit ihr etwas trinken zu gehen. Zunächst weigert er sich, da er nicht mit einer Patientin ausgehen möchte, willigt schließlich jedoch ein.
In der Werbeagentur hat Marley ihre tatsächliche Erkrankung bisher geheim gehalten und vorgegeben, an einer Virusinfektion zu leiden. Nachdem die Chemotherapie nicht den erhofften Erfolg gebracht hat, berichtet sie ihrem Vorgesetzten von ihrer Krebserkrankung. Nachdem dieser ihr daraufhin berichtet, dass in einem solchen Fall eine hohe Zahlung von der betrieblichen Lebensversicherung erwartet werden kann, geht sie mit ihren Freunden einkaufen.
Nach einer weiteren Behandlung im Krankenhaus bittet Julian sie, ihn auf eine Spendengala zu begleiten. Auf der Spendengala erfährt Julian vom behandelnden Oberarzt, dass Marley ihre Therapie abgebrochen hat. Bei einem gemeinsamen Spaziergang spricht Marley mit Julian über ihre Ängste, anschließend küssen sich die beiden und verbringen die Nacht miteinander. Marley erzählt ihm schließlich, dass sie die Therapie abgebrochen hat, da sie den Rest ihres Lebens genießen will. Marley und Julian werden ein Paar und verbringen viel Zeit miteinander.
Im Laufe der Zeit wird Marley immer unzufriedener mit ihrer Situation und zunehmend abweisend gegenüber Julian. Als Marley betrunken Fahrrad fährt, entgeht sie nur knapp einem schweren Unfall und stürzt nur über das Schild einer Kirche. Im Traum erscheint ihr wieder Whoopi Goldberg im Himmel. Marley erzählt Whoopi, dass sie Angst vor dem Sterben hat und sie nun nicht mehr all das machen kann, was sie im Leben tun wollte – ein Haus kaufen, Mutter werden und einen Mann finden, der sie liebt. Daraufhin meint Whoopi, dass sie zumindest einen Mann, der sie liebt, bereits gefunden hat.
Marley fährt zu Julian, um ihm ihre Liebe zu gestehen. Die beiden versöhnen sich wieder. Als es Marley zunehmend schlechter geht, kommen sie alle ihre Freunde an ihrem Bett besuchen. Sie beginnt, ihre eigene Beerdigung zu planen. Mit der Zeit beginnt Marley zu verstehen, dass die Situation nicht nur für sie sehr schwer ist, sondern auch für ihre Freunde. Sie sucht ihre Freunde jeweils auf und entschuldigt sich für ihr bisheriges Verhalten.
Eines Tages wird Marley im Park ohnmächtig und anschließend ins Krankenhaus gebracht. Julian schafft es gerade noch rechtzeitig ins Krankenhaus, um ihr nochmals seine Liebe zu gestehen. Sie stirbt schließlich in seinen Armen im Krankenhaus. Die Freunde von Marley feiern schließlich eine fröhliche Abschiedsfeier für Marley, genau wie sie es sich gewünscht hat.

## Kritik
„Schmonzette, die durch die Kombination von Liebe und verfrühtem Tod auf die Tränendrüse drückt, wenngleich der Film mit einer erfrischend starken, ganz und gar unlarmoyanten Heldin aufwartet.“

„Körperliches Siechtum? Fehlanzeige. Auseinandersetzung mit Krankheit und Tod? Nur so lange es sich gut anfühlt und der Erbauung des Publikums dient.“

„Um das Publikum bei Laune zu halten, verharmlost Kassell die Symptome der Krankheit: Marleys Gewichtsverlust wird behauptet, ist jedoch nicht zu sehen, und trotz Chemotherapie kennt sie keine Müdigkeit.“

„Wegen der unglaubwürdigen Schauspieler, der übermäßig kitschigen und übertriebenen Dialoge und der hanebüchenen Handlung werden auch nur wenige Frauen ihre Freude mit ,Kein Mittel gegen Liebe‘ haben.“

„Legt Euch Taschentücher bereit. Der Film setzt auf die großen Emotionen, die das Kino bereit hält und das kann bei dem einen oder anderen Zuschauer arg auf die Tränendrüse drücken. Also, anschauen und mitweinen – weil’s so schön ist.“

Bei Metacritic erreicht der Film einen Metascore von 14 %. Von den bei Rotten Tomatoes gesammelten Filmkritiken fallen 4 % positiv aus (Stand September 2012).

## Veröffentlichung
An den Kinokassen spielte der Film weltweit lediglich 1,3 Mio. US-Dollar ein. In Deutschland lief der Film nicht im Kino, sondern wurde direkt auf DVD veröffentlicht.